# هانت (آریزونا)
هانت (به انگلیسی: Hunt) یک منطقهٔ مسکونی در ایالات متحده آمریکا است که در آریزونا واقع شده‌است. هانت  ۱٬۶۵۶ متر بالاتر از سطح دریا واقع شده‌است.